# Довгий (острів, Київ)
Острів Довгий - видовжений невеликий острів поблизу східного узбережжя Жукова острова в межах Голосіївського району міста Києва. Географічні координати: 50.354178, 30.576284, площа 2,54 га.

## Формування
На мапі 1932 р. ці острови становили східний берег озера, яке тягнулося вздовж східного узбережжя острова Жуків. Пізніше, на мапі 1934 р. це озеро трансформувалося у затоку, яка підписана - затока Китаївський Старик. На мапі 1960 р. ці острови становлять найбільш східну частину острова Жуків, відділені протокою на місці попередньої затоки. Наразі ця протока заросла водною рослинністю. Острів Довгий названий так за свою видовжену форму, він вкритий заплавним лісом. 

## Охорона
Острів включно до заповідної зони регіонального-ландшафтного парку «Дніпровські острови». Він має також увійти до заповідної зони Національного природного парку «Дніпровські острови».